# Rasmus Jönsson
Rasmus Jönsson, född 27 januari 1990 i Viken, Höganäs kommun, är en svensk fotbollsspelare.
Känd under smeknamnet "The Shower"

## Karriär

### Helsingborgs IF
Jönsson fostrades i hemortens fotbollslag Vikens IK till dess att han värvades av Helsingborgs IF vid 12 års ålder. Under sin första tid i klubben spelade han i dess ungdomslag och gjorde ett flertal mål i U21-laget, vilket ledde till att han 2008 fick debutera i A-laget. Sin debut i allsvenskan gjorde Jönsson genom ett inhopp i 87:e minuten i HIF:s bortamatch mot GIF Sundsvall i allsvenskan 2008:s första omgång. Efter att HIF:s anfallare Razak Omotoyossi sålts under sommaruppehållet ökade Jönssons speltid i klubben och han gjorde sin första match från start mot GAIS den 3 juli. Sina två första mål i allsvenskan gjorde han i bortamatchen mot IFK Norrköping den 14 september.
När allsvenskan 2009 började hade Jönsson en fast plats i lagets startelva, som anfallare tillsammans med Henrik Larsson. Han gjorde den 29 april 2009 sitt första hattrick i allsvenskan då HIF vann över AIK på Råsunda med 0-3. Under Allsvenskan 2010 slutade Helsingborg på andra plats två poäng efter segrarna Malmö FF. Den 13 november 2010 var Helsingborg i final i Svenska cupen där Jönsson satte segermålet för laget.

### Wolfsburg
Den 29 augusti 2011 skrev Rasmus Jönsson på för det tyska klubblaget VfL Wolfsburg som köpte loss honom från kontraktet med Helsingborg för en hemlig summa. Helsingborgs IF uppgav att Jönsson var nära att säljas till Schalke 04 redan i januari 2011, men den affären blev aldrig av. Kontraktslängden med VfL Wolfsburg uppgavs till 4 år och skulle gällt till år 2015 enligt Wolfsburg som också höll transfersumman hemlig.

### Danmark
Den 21 juli 2014 skrev han på ett tvåårskontrakt med danska AaB. I AaB och OB fick Jönsson mestadels spela mittfältare.

### Återkomst i Helsingborgs IF
Den 13 juli 2018 återvände Jönsson till Helsingborgs IF, där han skrev på ett kontrakt för säsongen ut. Den 21 december 2018 förlängde Jönsson sitt kontrakt med fyra år, vilket avbröts 2019 på grund av transfer (se nedan). 

### Buriram United
Den 1 juli 2019 Rasmus Jönsson på för den thailändska storklubben Buriram United.

### Tredje sejouren i Helsingborgs IF
Den 10 januari 2020 återvände Jönsson återigen till Helsingborgs IF, där han skrev på ett tvåårskontrakt. Efter säsongen 2023 lämnade Jönsson klubben.

## Meriter
- Nominerad till Årets Nykomling för Fotbollsgalan 2008
- Svenska cupen 2010
- Svenska Supercupen 2011
- U21-landskamper
- Svensk Mästare 2011

## Karriärstatistik

### Seriematcher och mål
- Facit 2008–2011: 96 / 27
- 2011: 23 / 9 (lämnade HIF efter omgång 23)
- 2010: 30 / 6
- 2009: 26 / 8
- 2008: 18 / 4

### Landskamper och mål

#### Sverige U21
- 2011: 4 / 1, per den 30/8-2011 [11]
- 2010: 4 / 1 [12]
- 2009: 1 / 0 [13]